# Isla Bolchevique
La isla Bolchevique (en ruso, Остров Большевик) es una isla de Rusia localizada en el Ártico, la más meridional de las islas del grupo de Severnaya Zemlya. Con una superficie estimada de 11.031 km², es la segunda isla más grande del grupo y la 70.ª isla más grande del mundo. La isla está situada entre el mar de Kara y el mar de Láptev.
Administrativamente, la isla depende del krai de Krasnoyarsk de la Federación de Rusia.

## Historia
La isla, junto con la costa oriental de lo que se llamó Tierra del Emperador Nicolás II, fue descubierta por Boris Vilkitsky durante la Expedición Hidrográfica rusa al Océano Ártico de 1913. Su insularidad, sin embargo, no se demostró hasta 1931, cuando Georgy Ushakov y Nikolay Urvantsev trazaron mapas del archipiélago durante su expedición de 1930 a 1932.
La estación polar Prima,  actualmente la única estación polar que opera en Severnaya Zemlya, se encuentra en esta isla cerca del cabo Baranov.

## Geografía
La isla es montañosa alcanzando una altitud de 935 m y alberga una base ártica llamado Prima. Aproximadamente el 30% de la isla está cubierta de glaciares, mientras que las llanuras costeras tienen una escasa vegetación de musgos y liquenes. Su costa noroeste tiene algunos fiordos, siendo los más importantes fiordo Tel'mana, fiordo Spartak y fiordo Partizan. En ella se encuentra la bahía Mikoyan.
La isla Bolchevique tiene tres sistemas glaciares: los glaciares Leningrado y Semenov Tyan-Shansky y el pequeño glaciar Kropotkin.
Cerca de la isla hay varias islas menores del archipiélago: en la costa meridional, la a pequeña isla de Ostrov Tash; muy cerca de la costa noreste, isla Lavrov; y en el norte, Ostrov Lishniy.
Ha habido una petición para cambiar el nombre de isla Bolchevique por Svyataya Olga (Santa Olga).